# 雷纳托·莫切利尼
雷纳托·莫切利尼（義大利語：Renato Mocellini，1929年4月2日—1985年11月9日），意大利男子雪车运动员。他曾代表意大利参加1956年冬季奥林匹克运动会雪车比赛，联同欧金尼奥·蒙蒂、乌尔里科·吉拉尔迪和伦佐·阿尔韦拉获得男子四人银牌。